# Clonyn Castle

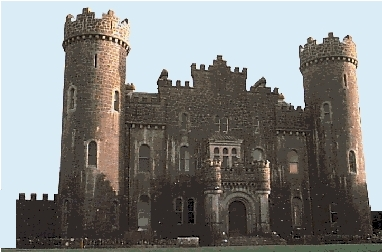
Clonyn Castle,
Delvin, County Westmeath

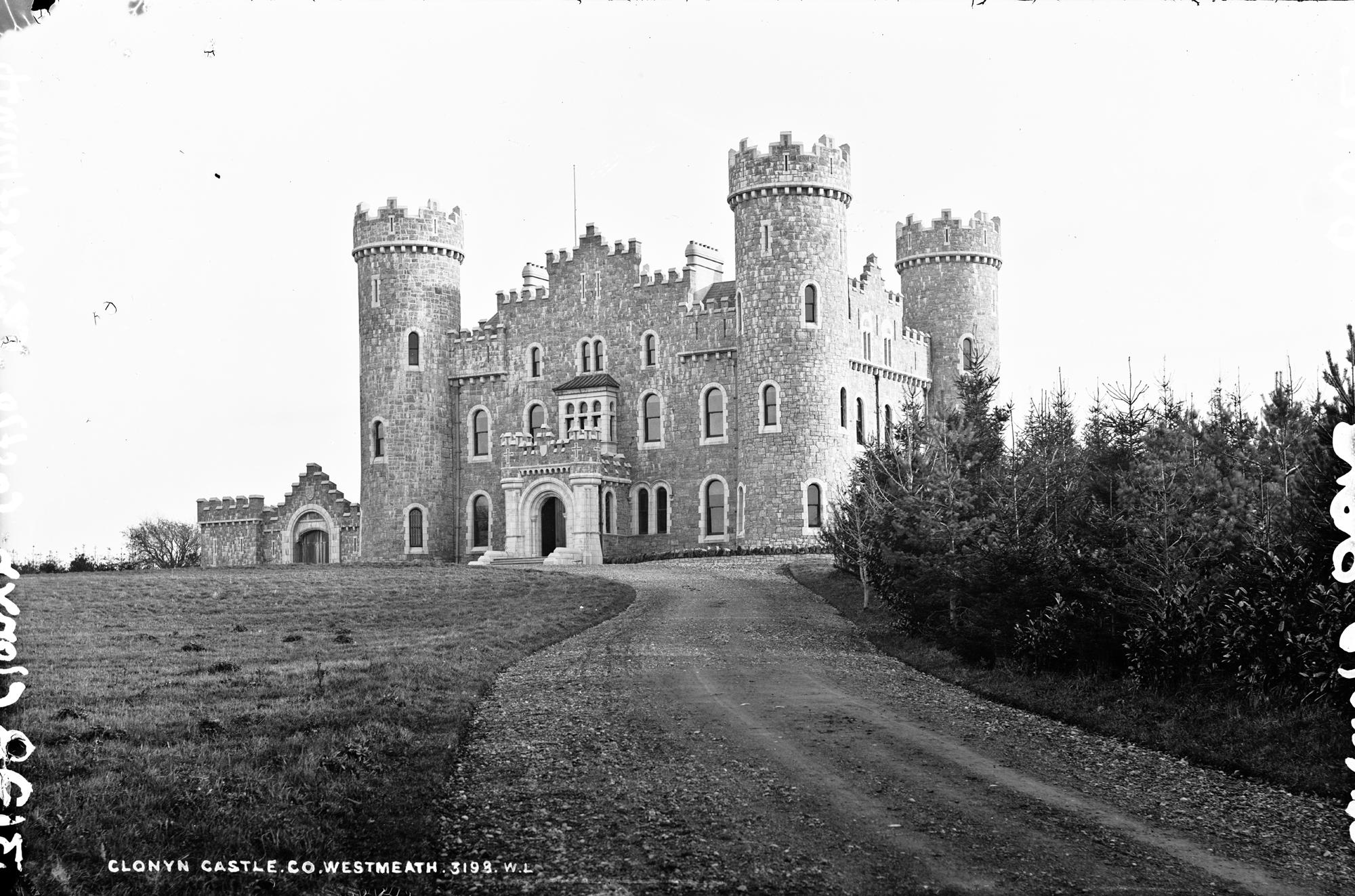
Clonyn Castle, Delvin um 1900

Clonyn Castle (auch Delvin Castle, irisch Caisleán an Chluainín oder Caisleán Dhealbhna) ist ein Landhaus aus viktorianischer Zeit in Delvin im irischen County Westmeath.
Ein öffentlich zugänglicher Golfplatz liegt hinter dem Landhaus, etwa 500 Meter entfernt von der Stadtmitte von Delvin.

## Beschreibung
Clonyn Castle ist ein quadratisches, zweistöckiges, symmetrisches Gebäude mit zwei Stockwerken. Es ähnelt einer Burg, hat an jeder Ecke einen runden Eckturm und wurde aus Kalk-Werkstein errichtet. Im Inneren befindet sich eine große Halle, die sich über zwei Stockwerke erstreckt, mit Galerie und Arkaden.
Das Landhaus war eines der letzten Baronshäuser in viktorianischem Stil in Irland.

## Geschichte
Eine frühere Burg namens Nugent Castle (heute eine Ruine im Zentrum von Delvin) soll Hugh de Lacy 1181 für seinen Schwager, Sir Gilbert de Nugent, erbauen lassen haben. Sir Gilbert de Nugent, der ursprünglich aus der Gegend um Nogent-le-Rotrou in Frankreich stammte, kam 1171 mit Hugh de Lacy nach Irland. Sir Gilbert erhielt den Titel eines Baron Delvin in der Lordschaft Meath.
Eine zweite Burg ließ 1639 Richard Nugent, 1. Earl of Westmeath, auf einem Hügel über dem damaligen Dorf Delvin errichten. Sie wurde Delvin Castle oder Clonyn Castle genannt. Als Cromwells Armee im Anmarsch war, veranlasste Nugent, dass die Burg niedergebrannt wurde, und floh nach Galway. Die Burg wurde von seinem Enkel wieder aufgebaut, der dort bis 1860 wohnte.
Das heutige Landhaus wurde für Lady Rosa Nugent, Erbtochter des George Nugent, 1. Marquess of Westmeath, und ihren Gatten Fulke Greville, in geringer Entfernung von der früheren Burg errichtet. Greville erweiterte 1866 seinen Familiennamen zu „Greville-Nugent“ und wurde 1869 zum 1. Baron Greville erhoben. Nach dem Tod des 1. Marquess of Westmeath, 1871, fiel das Anwesen an Lady Rosa und Lord Greville gefallen. Das Landhaus blieb bis 1922 in Besitz der Familie, dann verkaufte es Patrick Nugent und wanderte nach Schottland aus. Danach war in Clonyn Castle eine Gemeinschaft australischer Nonnen untergebracht.
In der Zeit nach dem Zweiten Weltkrieg diente das Landhaus auf Betreiben von Rabbi Solomon Schonfeld kurze Zeit als Heim für jüdische Kinder, die meisten von ihnen Holocaust-Waisen. Man hatte den Geschäftsmann und Philanthrop Yankel Levy aus Manchester überredet, das Landhaus und das umgebende Land für £ 30.000 zu kaufen, sodass etwa 100 Kinder zwischen 5 und 17 Jahren zeitweise dort untergebracht werden konnten, bevor sie wieder mit ihren Familien vereinigt wurden oder ein neues Leben in England, Amerika oder Israel beginnen konnten. In der Folge war Levy aber insolvent.
Derzeit gehört Clonyn Castle einer Mrs. Dillon.